# Servigny-lès-Sainte-Barbe
Servigny-lès-Sainte-Barbe è un comune francese di 447 abitanti situato nel dipartimento della Mosella nella regione del Grand Est.

## Società

### Evoluzione demografica
Abitanti censiti